# Tetragnatha shoshone
Tetragnatha shoshone là một loài nhện trong họ Tetragnathidae.
Loài này thuộc chi Tetragnatha. Tetragnatha shoshone được Herbert W. Levi miêu tả năm 1981.